# Pohorilți, Ciîhîrîn
Pohorilți (în ucraineană Погорільці) este un sat în comuna Krasnosillea din raionul Ciîhîrîn, regiunea Cerkasî, Ucraina.

## Demografie
Componența lingvistică a localității Pohorilți
     Ucraineană (97,26%)
     Rusă (2,74%)
Conform recensământului din 2001, majoritatea populației localității Pohorilți era vorbitoare de ucraineană (97,26%), existând în minoritate și vorbitori de rusă (2,74%).